# Николай (Смишко)
Митрополи́т Никола́й (англ. Metropolitan Nicholas, в миру Ри́чард Смишко, англ. Richard Smisko; 23 февраля 1936, Перт-Амбой, Нью-Джерси — 13 марта 2011, Windber, Пенсильвания) — епископ Константинопольской православной церкви, митрополит Амисский, управляющий Американской Карпаторосской православной епархией.

## Биография
Родился 23 февраля 1936 года в Перт-Амбой в Нью-Джерси в США. Его родителями были: Анны Тотин и Эндрю Смишко.
После окончания средней школы в Перт-Амбой он поступил в семинарию Христа Спасителя в Джонстауне, штат Пенсильвания.
По окончании учёбы он был рукоположен 11 января 1959 года епископом Орестом (Черняком) в Перт-Амбой, штат Нью-Джерси. Его первое пасторство состоялось в церкви Святых Петра и Павла в Уиндбере, штат Пенсильвания, где он служил до 1962 года.
Новый этап его жизни начался, когда он начал годичное обучение в Патриаршей духовной школе  на острове Халки. Во время своего пребывания в городе молодой священник был назначен Патриархом Константинопольским Афинагором для удовлетворения духовных потребностей большой славянской православной общины в стамбульском районе Галата. Он также много путешествовал по Европе и Ближнему Востоку, посещая священные места Святой Земли и какое-то время прожил на горе Афон
По возвращении в США он возобновил учебу в Университете Янгстауна, штат Огайо, и Университете Питтсбурга в Джонстауне. Затем он был назначен префектом дисциплины в семинарии Христа Спасителя в Джонстауне и служил в нескольких приходах в районе Джонстауна, прежде чем переехать в 1971 году в Нью-Йорк, где служил клириком церкви Святого Николая. 23 января 1977 был возведён в сан архимандрита.
13 марта 1983 года в Мариинском храме в Аллентауне, штат Пенсильвания, рукоположен в епископа Амисского, викария митрополита Евкарпийского Андрея, предстоятеля Украинской православной церкви в Америке. Чин хиротонии совершили архиепископ Американский Иаков (Кукузис), митрополит Евкарпийский Андрей (Кущак), епископы Нисский Иоанн (Мартин) и Мелойский Филофей (Карамицос).
После внезапной кончины 30 сентября 1984 года правящего архиерея Американской Карпаторосской епархии епископа Нисского Иоанна (Мартина) внеочередное собрание епархии, состоявшееся 26 ноября того же года избрало епископа Николая кандидатом на место Американского Карпаторосского архипастыря.
20 марта 1985 года Священный Синод Константинопольского Патриархата утвердил это избрание. 19 апреля того же года последовало его настолование в Джонстаунском соборе Христа Спасителя, совершённое греческим архиепископом Американским Иаковом (Кукузисом).
24 ноября 1997 года решением Священного Синода возведён в сан митрополита.
Скончался 13 марта 2011 года в больнице города Уиндбер, штат Пенсильвания, от рака. 18 марта в соборе Христа Спасителя в Джонстауне состоялось митрополита Николая, которое возглавил архиепископ Димитрий (Тракателлис). После отпевания тело покойного иерарха было доставлено в храм святого Иоанна Предтечи в Перт-Амбое, родном городе митрополита Николая. Погребение состоялось на приходском кладбище этого храма 21 марта.